# 扬子鳃蛭
扬子鳃蛭（学名：Ozobranchus jantseanus）为鳃蛭科鳃蛭属的动物。分布于日本以及中国大陆的江苏、湖北等地，营寄生生活，常寄生于乌龟颈部和四肢上。该物种的模式产地在湖北武昌。

## 耐寒
揚子鰓蛭可在攝氏-196度液氮中被凍結後依然能夠生存，東京海洋大學的一個研究小組發現，浸泡在液氮中24小時、體內水分凍結的揚子鰓蛭，解凍後依然存活，而在同樣的實驗中，其他5種水蛭全部死亡。
研究小組還確認，在零下90℃情况下，揚子鰓蛭最長能生存32個月。在零下100℃情况下反覆進行凍結和解凍，最多重覆12次仍然能夠生存。揚子鰓蛭可以忍受如此低溫的原因尚待研究。